# Division 2 1938/39
Die Division 2 1938/39 war die sechste Austragung der zweithöchsten französischen Fußballliga. Zweitligameister wurde Le Havre AC. Zweitligameister wurde Red Star Olympique aus Saint-Ouen.

## Vereine
Teilnahmeberechtigt waren die 21 Vereine, die nach der vorangegangenen Spielzeit weder in die erste Division aufgestiegen waren noch ihren Profistatus aufgegeben hatten. Dazu kamen zwei Erstligaabsteiger. Neulinge, die den Profistatus angenommen hatten, kamen zu dieser Saison nicht hinzu. Der zuständige Verband änderte den Austragungsmodus erneut und ließ die Ligameisterschaft wieder in einer einzigen landesweiten Staffel (poule unique) ausspielen.
Somit waren in dieser Saison folgende 23 Mannschaften vertreten:
- sechs Klubs aus dem äußersten Norden (US Boulogne, Olympique Dunkerque, US Tourcoing, Racing Arras, AS Hautmont, Absteiger US Valenciennes-Anzin),
- fünf aus Paris und der Region Champagne-Ardenne (Absteiger Red Star Olympique, CA Paris, Stade Reims, AS Troyes-Savinienne, FC Olympique Charleville),
- zwei aus dem Nordwesten (FC Dieppe, Stade Rennes UC),
- vier aus dem Nordosten (US du Bassin de Longwy, FC Nancy, SR Colmar, FC Mulhouse),
- zwei aus dem Südwesten (Girondins Bordeaux FC, Toulouse FC),
- vier aus dem Südosten (der vor Saisonbeginn von Sports Olympiques Montpelliérains in Stade Olympique Montpelliérain umbenannte SO Montpellier, Olympique Alès, Olympique Nîmes, OGC Nizza).

Einen direkten Auf- und Abstieg in Abhängigkeit vom sportlich erzielten Ergebnis gab es lediglich zwischen erster und zweiter Profi-Division. Hingegen konnte ein Zweitdivisionär nur dann absteigen, wenn er seine Lizenz abgab oder sie ihm entzogen wurde, und ebenso konnten bisherige Amateurmannschaften aus der dritthöchsten Spielklasse nur dann zur folgenden Saison in die Division 2 aufsteigen, wenn sie vom Verband die Genehmigung erhielten, professionellen Status anzunehmen.

## Saisonverlauf
Jede Mannschaft trug gegen jeden Gruppengegner ein Hin- und ein Rückspiel aus, einmal vor eigenem Publikum und einmal auswärts. Es galt die Zwei-Punkte-Regel; bei Punktgleichheit gab das Torverhältnis den Ausschlag für die Platzierung. In Frankreich wird bei der Angabe des Punktverhältnisses ausschließlich die Zahl der Pluspunkte genannt; hier geschieht dies in der in Deutschland zu Zeiten der 2-Punkte-Regel üblichen Notation.
Die Spiele fanden zwischen Mitte Juli 1938 und Ende Mai 1939 statt. Eine Winterpause gab es nicht; es wurden auch an Weihnachten und Silvester Punktspiele ausgetragen.
Die Abschlusstabelle sah Red Star und Rennes mit weitem Abstand vor einer Gruppe von fünf Verfolgern an der Spitze. Allerdings war der Kampf um die Aufstiegsplätze lange ein Dreikampf gewesen („Meisterschaft der drei R“), weil Reims bis in den Oktober 1938 die Tabelle sogar anführte. Erst nach der 0:1-Niederlage gegen Red Star Olympique im März 1939 fielen die Rot-Weißen aus der Champagne endgültig ab und gewannen auch anschließend nur noch wenige Punkte. Sehr viel knapper ging es am unteren Ende der Tabelle zu, wo der 15. gegenüber dem 21. aus Hautmont, der anschließend keine Lizenz mehr erhielt, lediglich drei Zähler Vorsprung aufwies. Die Mannschaften aus Tourcoing und Dieppe hatten die Saison zwar begonnen, sich aber vorzeitig daraus zurückgezogen und ihren Profistatus aufgegeben; deswegen berücksichtigte der Verband sie auch nicht in der offiziellen Abschlusstabelle.
In den 420 gewerteten Begegnungen wurden 1521 Treffer erzielt; das entspricht einem Mittelwert von 3,6 Toren je Spiel. Die Torjägerkrone gewannen der Engländer Harold Newell (Boulogne) und Fernand Planquès (Toulouse) mit jeweils 39 Toren.
Aufgrund der dem Kriegsausbruch im September 1939 vorangehenden Mobilmachung in Frankreich blieben die Resultate dieser Saison für Auf- und Abstieg ohne faktische Auswirkungen. Die Division 2 nahm in der folgenden Saison den Spielbetrieb gar nicht erst auf, und eine offizielle Zweitligasaison sollte es in Frankreich erst wieder 1945/46 geben. Die erste Division konnte 1939/40 zwar in einem „Notbetrieb“ in drei regionalen Gruppen fortgeführt werden, aber einige Vereine – darunter Aufsteiger Rennes sowie sämtliche Mannschaften aus Lothringen, dem Elsass und der Franche-Comté – mussten auf die Teilnahme verzichten, und in der Division 1 traten zehn Zweitligisten an, die sich dafür nicht qualifiziert hatten (Alès, Arras, Boulogne, Bordeaux, Montpellier, Nîmes, Nizza, CA Paris, Reims und Toulouse). Auch deshalb zählen die Saisons während Krieg und Besetzung des Landes (von 1939/40 bis einschließlich 1944/45) nicht als offizielle Meisterschaften.

## Abschlusstabelle
| Pl. | Verein                 | Sp. | S  | U  | N  | Tore    | Quote | Punkte |
| --- | ---------------------- | --- | -- | -- | -- | ------- | ----- | ------ |
| 1.  | Red Star Olympique (A) | 40  | 27 | 10 | 3  | 107:510 | 2,10  | 64:16  |
| 2.  | Stade Rennes UC        | 40  | 27 | 6  | 7  | 112:510 | 2,20  | 60:20  |
| 3.  | FC Nancy               | 40  | 21 | 7  | 12 | 068:500 | 1,36  | 49:31  |
| 4.  | Toulouse FC            | 40  | 20 | 8  | 12 | 079:490 | 1,61  | 48:32  |
| 5.  | SR Colmar              | 40  | 18 | 12 | 10 | 083:600 | 1,38  | 48:32  |
| 6.  | Stade Reims            | 40  | 19 | 9  | 12 | 070:460 | 1,52  | 47:33  |
| 7.  | FC Mulhouse            | 40  | 19 | 9  | 12 | 092:770 | 1,19  | 47:33  |
| 8.  | OGC Nizza              | 40  | 19 | 6  | 15 | 079:540 | 1,46  | 44:36  |
| 9.  | Olympique Charleville  | 40  | 18 | 7  | 15 | 072:770 | 0,94  | 43:37  |
| 10. | US Boulogne            | 40  | 15 | 6  | 19 | 084:850 | 0,99  | 36:44  |
| 11. | Girondins Bordeaux     | 40  | 15 | 6  | 19 | 070:780 | 0,90  | 36:44  |
| 12. | US Valenciennes-Anzin  | 40  | 15 | 5  | 20 | 059:690 | 0,86  | 35:45  |
| 13. | CA Paris               | 40  | 12 | 10 | 18 | 070:690 | 1,01  | 34:46  |
| 14. | Olympique Nîmes        | 40  | 12 | 10 | 18 | 049:810 | 0,60  | 34:46  |
| 15. | USB Longwy             | 40  | 14 | 4  | 22 | 080:960 | 0,83  | 32:48  |
| 16. | Racing Arras           | 40  | 10 | 12 | 18 | 047:640 | 0,73  | 32:48  |
| 17. | SO Montpellier         | 40  | 11 | 9  | 20 | 052:760 | 0,68  | 31:49  |
| 18. | AS Troyes-Savinienne   | 40  | 13 | 5  | 22 | 061:960 | 0,64  | 31:49  |
| 19. | Olympique Alès         | 40  | 12 | 6  | 22 | 050:760 | 0,66  | 30:50  |
| 20. | Olympique Dunkerque    | 40  | 11 | 8  | 21 | 076:119 | 0,64  | 30:50  |
| 21. | AS Hautmont            | 40  | 8  | 13 | 19 | 061:970 | 0,63  | 29:51  |
| 22. | FC Dieppe              | 0   | 0  | 0  | 0  | 000:000 | ±0    | 0:0    |
| 22. | US Tourcoing           | 0   | 0  | 0  | 0  | 000:000 | ±0    | 0:0    |

Platzierungskriterien: 1. Punkte – 2. Torquotient
| (A) | Absteiger aus der Division 1 1937/38 |
| (N) | Neuaufsteiger                        |